# Metodo Kjeldahl

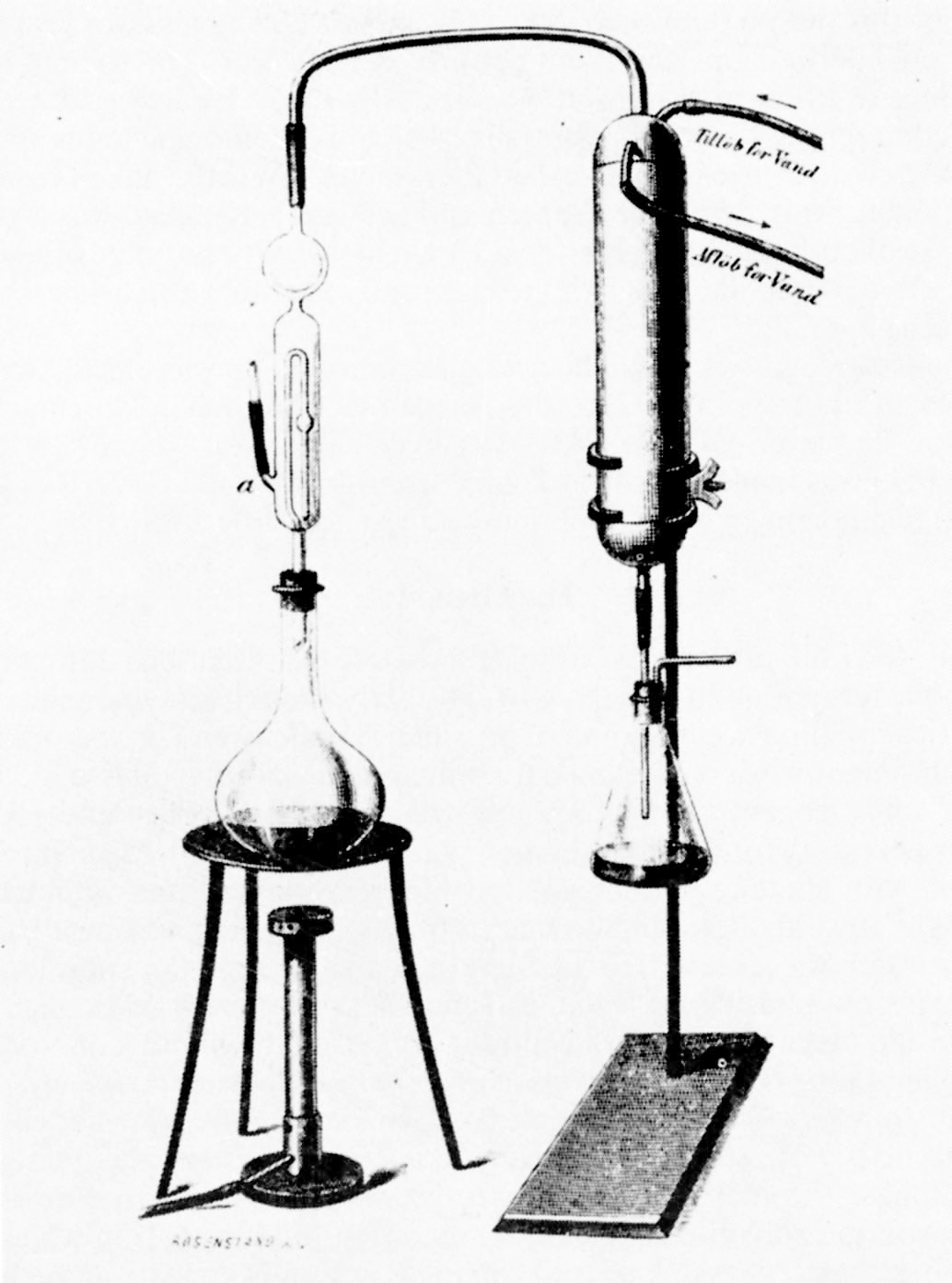
Apparecchio del 1883 per l'estrazione con metodo di Kjeldahl

Il metodo Kjeldahl è un metodo analitico messo a punto dal chimico danese Johan Kjeldahl che permette di determinare il contenuto in azoto di sostanze organiche e inorganiche.

## Descrizione del metodo
Nel metodo si distinguono tre fasi:
1. Mineralizzazione (o digestione)
2. Distillazione dell'ammoniaca
3. Determinazione quantitativa dell'ammoniaca prodotta

### Procedimento
Il campione (0,5-5 g) viene riscaldato tramite piastra riscaldante ad alta temperatura (~400 °C) dopo essere stato miscelato con acido solforico (18-25 ml) concentrato al 96-98% e con l'aggiunta di Na2SO4 o K2SO4 quale coadiuvante (permette di elevare il punto di ebollizione dell'acido solforico) e di un catalizzatore.
Questo processo trasforma tutto il materiale organico in anidride carbonica e acqua (quest'ultima ad alta temperatura evapora), tutti i sali in solfati (spostati dall'acido solforico) e tutto l'azoto proteico (-NH2) presente in solfato di ammonio ((NH4)2SO4).
Dopo aver neutralizzato l'acido solforico in eccesso con soluzione concentrata di idrossido di sodio (30-50% P/V), si aggiunge un eccesso di alcali per spostare l'equilibrio da ioni ammonio ad ammoniaca libera (NH3) che mediante distillazione in corrente di vapore viene separata e raccolta in una quantità nota di acido in eccesso.
La determinazione quantitativa dell'ammoniaca prodotta può essere realizzata mediante titolazione acido-base o altri sistemi.
Il metodo Kjeldahl usava come catalizzatore Cu2SO4, sostituito con composti più efficienti e meno inquinanti per l'ambiente come la miscela selenica e il perossido di idrogeno H2O2 (data la sua pericolosità di reazione ad alta temperatura ancora poco usato). Mercurio metallico e ossido mercurico sono i catalizzatori più efficienti, ma la loro tossicità e le problematiche ambientali legate al loro utilizzo rappresentano un grave inconveniente.

#### Apparecchiatura

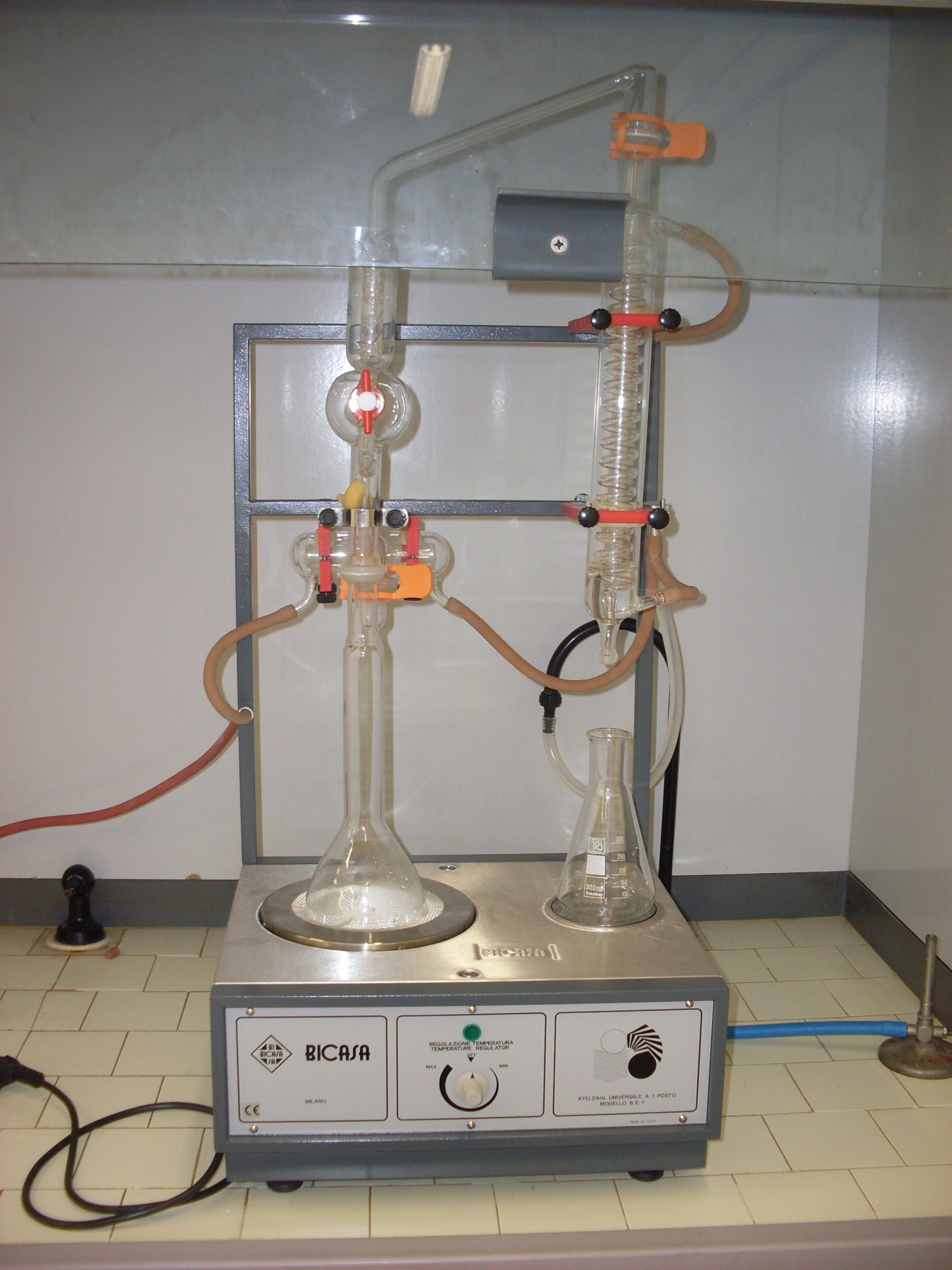
Estrattore Kjeldahl ad un posto.

L'attrezzatura automatica immette automaticamente l'idrossido di sodio. Si libera ammonio che viene distillato da vapor d'acqua e trattenuto da acido borico (in sostituzione acido solforico ~0.1N a titolo noto, in tal caso si usa fenolftaleina come indicatore).
(NH4)2SO4 + 2NaOH → Na2SO4 + 2NH3 + 2H2O
Il macchinario automatico effettua anche la titolazione dell'eccesso di acido rimasto (non consumato dall'ammoniaca liberata) e percepisce il viraggio grazie ad un sensore. In questo modo lo stesso sistema è in grado di elaborare il dato analitico finale.
Esistono anche macchinari semiautomatici, dove ad esempio si introduce l'idrossido di sodio manualmente agendo su una leva, e si titola manualmente con buretta.
Come indicatore viene normalmente usata una miscela di 2 indicatori rosso metile e blu di metilene quest'ultimo utilizzato come colore interferenziale essendo un indicatore redox
- g PG = ml H2SO4 x 0,1401 x 6,25
- 0,1401 = g di N titolati da 1 ml di acido solforico
- 6,25 = fattore per passare dalla massa di gruppi amminici a quella di un amminoacido medio.
- %PG sulla ss = g PG / g  campione / %ss  x 100

Si parla di proteine grezze (PG) per indicare che si va a mineralizzare non solo l'azoto dei gruppi amminici delle proteine ma anche quello ad esempio di molecole come l'urea, ammine e l'azoto ammoniacale (non la forma nitrico), anche se questi composti rappresentano generalmente una percentuale trascurabile.

## Azoto totale Kjeldahl
L'azoto totale Kjeldahl (TKN, Total Kjeldahl Nitrogen) viene definito come la somma dell'azoto ammoniacale e dell'azoto organico che vengono trasformati in solfato d'ammonio nelle condizioni di mineralizzazione adottate dal metodo. L'azoto organico Kjeldahl è dato dalla differenza tra il valore dell'azoto totale Kjeldahl e quello dell'azoto ammoniacale eventualmente presente nel campione.
Per determinare direttamente l'azoto organico Kjeldahl si dovrebbe eliminare l'azoto ammoniacale prima di digerire il campione, operando però a valori di pH non troppo elevati (9-10) perché si potrebbe liberare ammoniaca per idrolisi alcalina delle proteine.
I composti eterociclici e i composti azotati contenenti legami N-N e N-O non vengono mineralizzati a ioni ammonio nelle condizioni previste dal metodo. Anche l'idrazina e l'idrossilammina non vengono trasformate quantitativamente.